# Fabio Testi

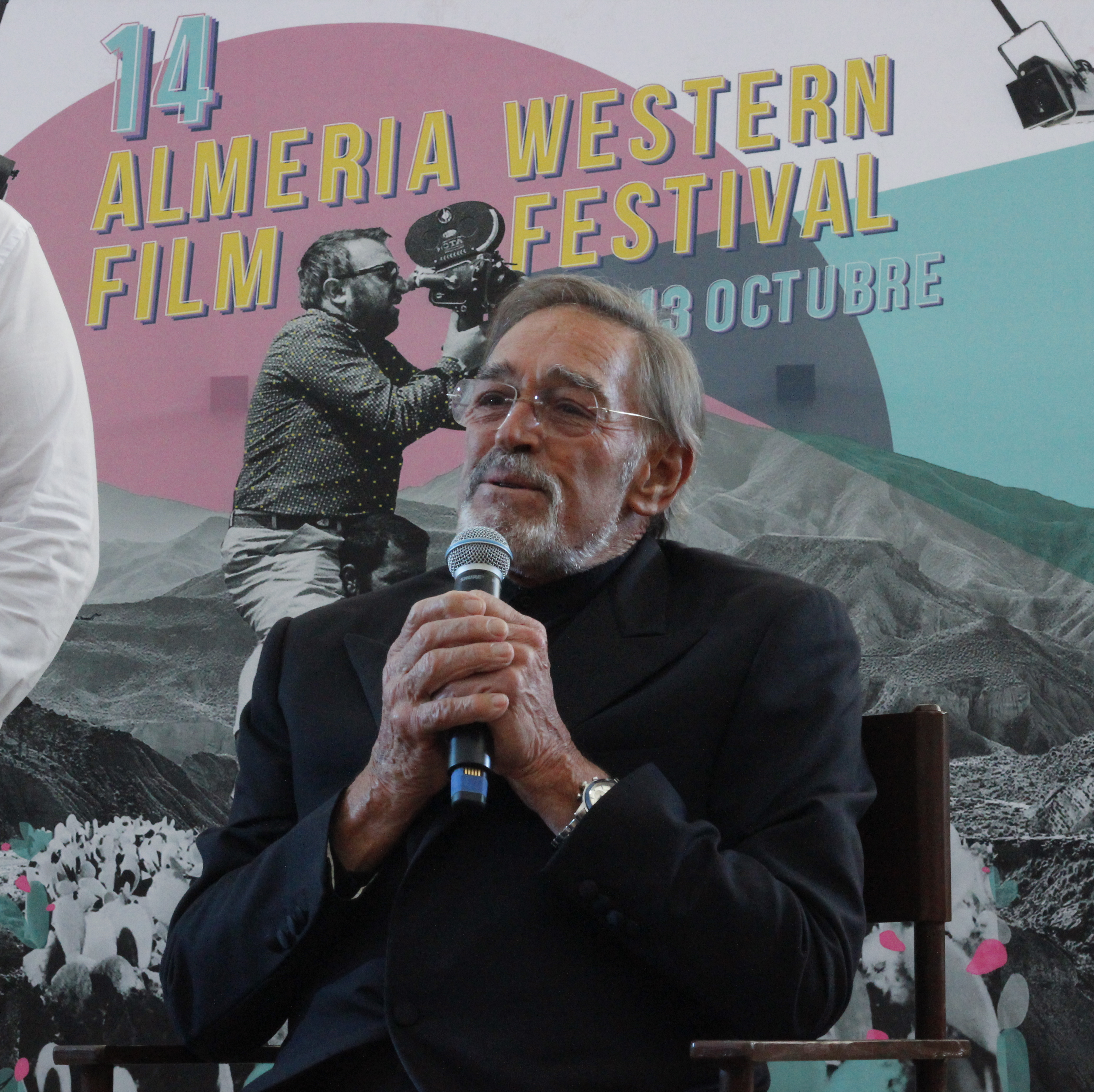
Fabio Testi, 2024

Fabio Testi (* 2. August 1941 in Peschiera del Garda) ist ein italienischer Schauspieler und Sänger.

## Leben
Testi arbeitete 1966 als Stuntman für Sergio Leones Italo-Western Zwei glorreiche Halunken. Seit 1967 ist er als Schauspieler tätig. Er spielte Hauptrollen in Italo-Western wie Knie nieder und friß Staub (1971), konnte dabei aber nicht die Popularität seiner italienischen Altersgenossen Terence Hill, Franco Nero oder Giuliano Gemma erreichen. Sergio Leone engagierte ihn 1968 für eine kleinere Rolle in seinem Western-Epos Spiel mir das Lied vom Tod.
Testi war in Kriegsfilmen wie Tote faulen in der Sonne (1969) oder Todeskommando Tobruk (1969) zu sehen und trat während der 70er Jahre regelmäßig in Thrillern wie Das Geheimnis der grünen Stecknadel (1972) oder Western wie Verdammt zu leben – verdammt zu sterben (1975) auf. 1970 engagierte ihn Star-Regisseur Vittorio De Sica für seinen künstlerisch anspruchsvollen Film Der Garten der Finzi Contini. Testi spielte zudem die Hauptrolle in den Poliziotteschi-Filmen Racket – Bei Anruf Mord und Dealer Connection – Die Straße des Heroins von Enzo G. Castellari. An der Seite von Lou Castel spielte Testi in dem Film Nada von Claude Chabrol einen kommunistischen Revolutionär in Frankreich. In dem Film Nachtblende von Andrzej Żuławski spielte Testi den Liebhaber von Romy Schneider.
Seit Mitte der 1980er-Jahre arbeitet Fabio Testi regelmäßig als Fernsehschauspieler. 2003 trat er in der italienischen Reality-Show L’Isola dei famosi („Die Insel der Berühmten“) in Erscheinung.
Zwischen 1979 und 1996 war Testi mit Lola Navarro verheiratet (drei Kinder). 2007 kandidierte er bei der Bürgermeisterwahl in Verona und errang 0,437 % der Stimmen.
Testi gilt als Anhänger des ehemaligen italienischen Ministerpräsidenten Silvio Berlusconi. In verschiedenen Wahlwerbespots ist Testi als Unterstützer für die damalige Partei Berlusconis Forza Italia aufgetreten.

## Filme
- 1968: Bekreuzige Dich, Fremder (Straniero… fatti il segno della Croce!)
- 1968: Ed ora… raccomanda l’anima a Dio!
- 1968: Spiel mir das Lied vom Tod (C’era una volta il West)
- 1969: Blonde Köder für den Mörder
- 1969: Todeskommando Tobruk (Quella dannata pattuglia)
- 1969: Tote faulen in der Sonne (Un posto all'inferno)
- 1969: Zorros Rache (El Zorro justiciero)
- 1970: Der Garten der Finzi Contini (Il Giardino dei Finzi-Contini)
- 1970: Quel maledetto giorno d’inverno
- 1971: Knie nieder und friß Staub (Anda muchacho, spara!)
- 1972: Camorra
- 1972: Das Geheimnis der grünen Stecknadel (Cosa avete fatto a Solange?)
- 1972: Der Killer und der Kommissar (Le Tueur)
- 1973: Diamantenpuppe (L'ultima chance)
- 1973: Die perfekte Erpressung (Revolver)
- 1974: Nada
- 1974: Die Rache der Camorra (I guappi)
- 1974: Zehn Cowboys und ein Indianerboy (Dieci bianchi uccisi da un piccolo indiano)
- 1975: Der Gorilla (Vai gorilla)
- 1975: Nachtblende (L’important c’est d’aimer)
- 1975: Die Rotröcke (Giubbe rosse)
- 1975: Verdammt zu leben – verdammt zu sterben (I quattro dell’apocalisse)
- 1976: Das Erbe der Ferramonti (L'eredità Ferremonti)
- 1976: Racket (Il grande racket)
- 1977: Dealer Connection – Die Straße des Heroins (La via della droga) – Regie: Enzo Castellari
- 1978: Agenten kennen keine Tränen (A chi tocca, tocca…!)
- 1978: Amore, piombo e furore
- 1978: Manaos – Die Sklaventreiber vom Amazonas (Manaos)
- 1978: Sklaven der Hölle (Manaos)
- 1978: Orgie des Todes (Enigma rosso)
- 1980: S+H+E – Super Harter Engel (S+H+E)
- 1980: Speed Cross – Zwei geben Vollgas (Speed Cross)
- 1980: Das Syndikat des Grauens (Luca il contrabbandiere)
- 1980: Der Todesfahrer (Speed Driver)
- 1981: Eine Kugel für den Bullen (Il carabiniere)
- 1981: Straße der Angst (Il faclo e la colomba)
- 1985: Skipper (Fernseh-Miniserie)
- 1989: Disperatamente Giulia (elfteilige Miniserie)
- 1989: Der Gorilla und das Diamantenfieber (Le Gorille chez les Mandinguez) (Fernsehfilm)
- 1992: Flash – Der Fotoreporter (Fernsehserie, 1 Folge)
- 1996: Prinzessin Amina (Il deserto di fuoco) (Fernseh-Miniserie)
- 1996: Sandokans Rückkehr (Il ritorno di Sandokan)
- 2003: L’isola dei famosi (Fernseh-Realityshow)
- 2010: Briefe an Julia (Letters to Juliet)
- 2020: Der Fluch der reitenden Leichen (Curse of the Blind Dead)

## Musik
Fabio Testi hat in zahlreichen Sendungen des italienischen Fernsehens verschiedenste Titel gesungen. Bekannt wurden in Italien seine Titel:
- 1974: mit Raffaella Carrà Canzonissima
- 1976: Manuela
- 1976: mit Raffaella Carrà Tutti Frutti
- 1984: Palma de Majorca und L’Artista
- 2008: mit Elisa Pinelli Parole Parole